# Đorđe Weifert
Đorđe Weifert (srp. Ђорђе Вајферт; njem. Georg Weifert; Pančevo, 15. srpnja 1850. – Beograd, 12. siječnja 1937.) bio je jedan od najznačajnijih srbijanskih industrijalaca, guverner središnje banke prvo Srbije, a nakon 1920. i Jugoslavije. Smatra se utemeljiteljem modernog rudarstva u Srbiji i jednim od najvećih dobrotvora svoga vremena.

## Životopis
Weifert je rođen u Pančevu, u tadašnjoj Banatskoj vojnoj krajini, u podunavskoj švapskoj obitelji. Od rane mladosti radio je s ocem Ignacom u prvoj pivovari u Kraljevini Srbiji, smještenoj u Beogradu. Školovao se u poznatoj pivarskoj školi u Weihenstephanu, nedaleko od Münchena. Po povratku u Srbiju preuzeo je očevu pivovaru i značajno je proširio.
Zahvaljujući profitima iz pivarske industrije, Weifert je ulagao u rudarsku djelatnost. Najprije je kupio rudnik ugljena u Kostolcu, potom rudnik bakra u Boru, industrijski pogon u Zaječaru, te naposljetku i rudnik zlata. Upravo su ga rudnici učinili najbogatijim čovjekom u Srbiji i predvodnikom industrijskog razvoja buduće Jugoslavije.
Godine 1890. imenovan je guvernerom Narodne banke Srbije, gdje je dužnost obnašao do 1902., a potom ponovno od 1912. do kraja Prvog svjetskog rata. Stekao je reputaciju pouzdanog financijskog upravitelja, posebno zbog stabilnosti srpskog dinara i uspješnog vođenja kreditne politike. Nakon stvaranja Kraljevine Srba, Hrvata i Slovenaca, postao je guverner novoosnovane Narodne banke Kraljevine Srba, Hrvata i Slovenaca. Najpoznatiji potez iz tog razdoblja bila je konverzija austrougarske krune u novi jugoslavenski dinar. Iako je konverzija srpskog dinara bila u omjeru 1:1, austrougarska kruna mijenjana je u omjeru 4:1, što je izazvalo velike gubitke za stanovnike bivših austrougarskih područja.
Weifert je bio istaknuti slobodni zidar. Po osnivanju Velike lože Srba, Hrvata i Slovenaca "Jugoslavija" 1919. izabran je za njenog prvog velikog majstora i na toj dužnosti je ostao sve do 1933. godine.
Odlikovan je Redom svetog Save, Redom Karađorđeve zvijezde i Redom bijelog orla.
Weifert je bio iznimno aktivan i kao dobrotvor. Svoju vrijednu zbirku antičkog novca te privatnu knjižnicu darovao je Sveučilištu u Beogradu. U rodnom Pančevu, iz kojeg su potjecali njegovi roditelji Ignac i Ana, dao je izgraditi malu katoličku kapelu poznatu kao Anina crkva, u čast svojoj majci. Velikodušno je pomagao izgradnju velikog katoličkog groblja u Pančevu, gdje su sahranjeni brojni članovi njegove obitelji. Također je financirao župu sv. Ane u Pančevu, kao i mnoge druge javne i humanitarne ustanove.
Weifert je preminuo je 12. siječnja 1937. u svojoj vili u Beogradu. Pogrebna misa održana je 14. siječnja u crkvi sv. Ane u Pančevu, a dan kasnije pokopan je na katoličkom groblju u istom gradu.
Nasljednik Weifertovog poslovnog carstva bio je njegov nećak Ferdinand Gramberg, koji se oženio Jelenom Ostojić, siročetom i najstarijom od sedmero djece. Uz njegovu pomoć, Jelena je spasila svoju braću i sestre iz sirotišta, a zajedno su kasnije dobili i dvoje djece. Nakon Drugog svjetskog rata i dolaska komunističke vlasti, obitelj je ostala bez imovine i bila progonjena. Jelena je radila kao frizerka i živjela u komunalnom stanu u Beogradu, brinući o Ferdinandu do njegove smrti.